# Li Ziqi
Pour les articles homonymes, voir Li.
Li Ziqi ([lì tsɹ̩̀.tɕʰí], 李子柒, pinyin : Lǐ Zǐqī), née le 6 juillet 1990 à Mianyang, est une blogueuse, entrepreneure et vidéaste web chinoise.  
Elle est connue pour créer des vidéos de préparation de nourriture et d'artisanat dans son district natal de Pingwu, dans la province du Sichuan, souvent à partir d'ingrédients de base et d'outils utilisant des techniques chinoises traditionnelles.

## Jeunesse
Li Ziqi naît dans le Sichuan en 1990. Très jeune, elle devient orpheline. Jeune adulte, elle vit en ville, occupant divers emplois tels que serveuse, DJ et chanteuse. Dans un entretien sur Goldthread, elle déclare avoir emménagé avec sa grand-mère, qui apparaît parfois dans des vidéos, dans la campagne de Mianyang, dans le sud-ouest du Sichuan, car sa belle-mère l'a maltraitée. 

## Carrière
Li Ziqi commence à publier ses vidéos sur le réseau social Meipai en 2015. La majorité des contenus diffusés se concentrent sur les aliments traditionnels. Outre des préparations culinaires, ses vidéos comprennent la création de maquillage et de robes à partir de matériaux naturels. Li Ziqi parle rarement dans ses vidéos, elle laisse place aux bruits de la nature et de la cuisine ou à des musiques calmes.     
Hemispheres Magazine explique que « la seule narration est une plaisanterie amicale entre Li et sa grand-mère, mais les sons - le chant des oiseaux, le craquement du givre sous le pied, le coup d'un couperet, le grésillement de l'ail à frire - vous attirent dans une transe ASMR, de sorte que vous ne remarquiez même pas le nombre de vidéos que vous avez capturées. » 
Li Ziqi faisait initialement toute la photographie et le montage elle-même mais, ayant gagné en popularité, ses récentes vidéos en ligne sont produites à l'aide d'un assistant personnel et d'un vidéaste. Son public compte des milléniaux urbains.    
Depuis sa dernière vidéo en juillet 2021, Li Ziqi a mis sa carrière de vlogeuse en pause en raison d’un différend juridique avec ses partenaires commerciaux. Le 27 octobre 2021, Li a officiellement poursuivi son réseau de contenu Hangzhou Weinian. Bien que le contenu du litige n’ait pas été rendu public, divers médias ont suggéré qu’il était lié à la commercialisation de la marque Li Ziqi. Une semaine auparavant, dans une interview accordée à la Télévision centrale de Chine (CCTV), Li avait déclaré qu’elle « ne voulait pas voir sa propriété intellectuelle trop commercialisée ». Son retour était initialement annoncé pour 2023.    
Finalement, en novembre 2024, Li Ziqi publie trois nouvelles vidéos, dont une où elle chante et joue du piano pour remercier ses fans.    

## Reconnaissance
La popularité de Li Ziqi peut être attribuée au fugu, une appréciation croissante dans la Chine moderne pour la culture traditionnelle. Dans un entretien à Goldthread en septembre 2019, elle explique : « Je veux simplement que les gens de la ville sachent d'où vient leur nourriture. » 
En 2020, elle compte plus de 10 millions d'abonnés sur YouTube, plus de 22 millions d'abonnés sur Sina Weibo, plus de 3 millions d'abonnés sur Facebook, et a inspiré de nombreux blogueurs à publier des contenus similaires.

## Distinctions
En septembre 2019, Li Ziqi reçoit le People's Choice Award du Le Quotidien du Peuple. La télévision centrale de Chine la félicite et déclare : « Sans un mot félicitant la Chine, Li Ziqi promeut la culture chinoise dans le bon sens et raconte une bonne histoire chinoise. »   
Le Guinness World Records a homologué son record le 3 février 2021 de la vidéaste qui cumule le plus grand nombre d’abonnés pour une chaîne en langue chinoise,.